# Australorp
L'australorp est une race de poule domestique. Elle est reconnue parmi les 108 races de poule du British Poultry Standard.

## Description
C'est une volaille à deux fins, à croissance et de ponte précoce, élégante avec un plumage abondant mais non bouffant.

### Origine
Comme son nom l'indique, elle est originaire d'Australie et est issue d'une sélection d'orpington noire, dont elle serait le type ancien. Elle est sélectionnée par la suite en Grande-Bretagne qui en revendique la paternité.
La forme naine a été fixée en Allemagne à partir de la grande race avec l'orpington, la croad-langshan et la barnevelder naines.

### Standard
- Crête : simple
- Oreillons : rouges
- Couleur des yeux : noirs
- Poule Australorp noir grande race.Couleur de la peau : blanche
- Couleur des tarses : noirs

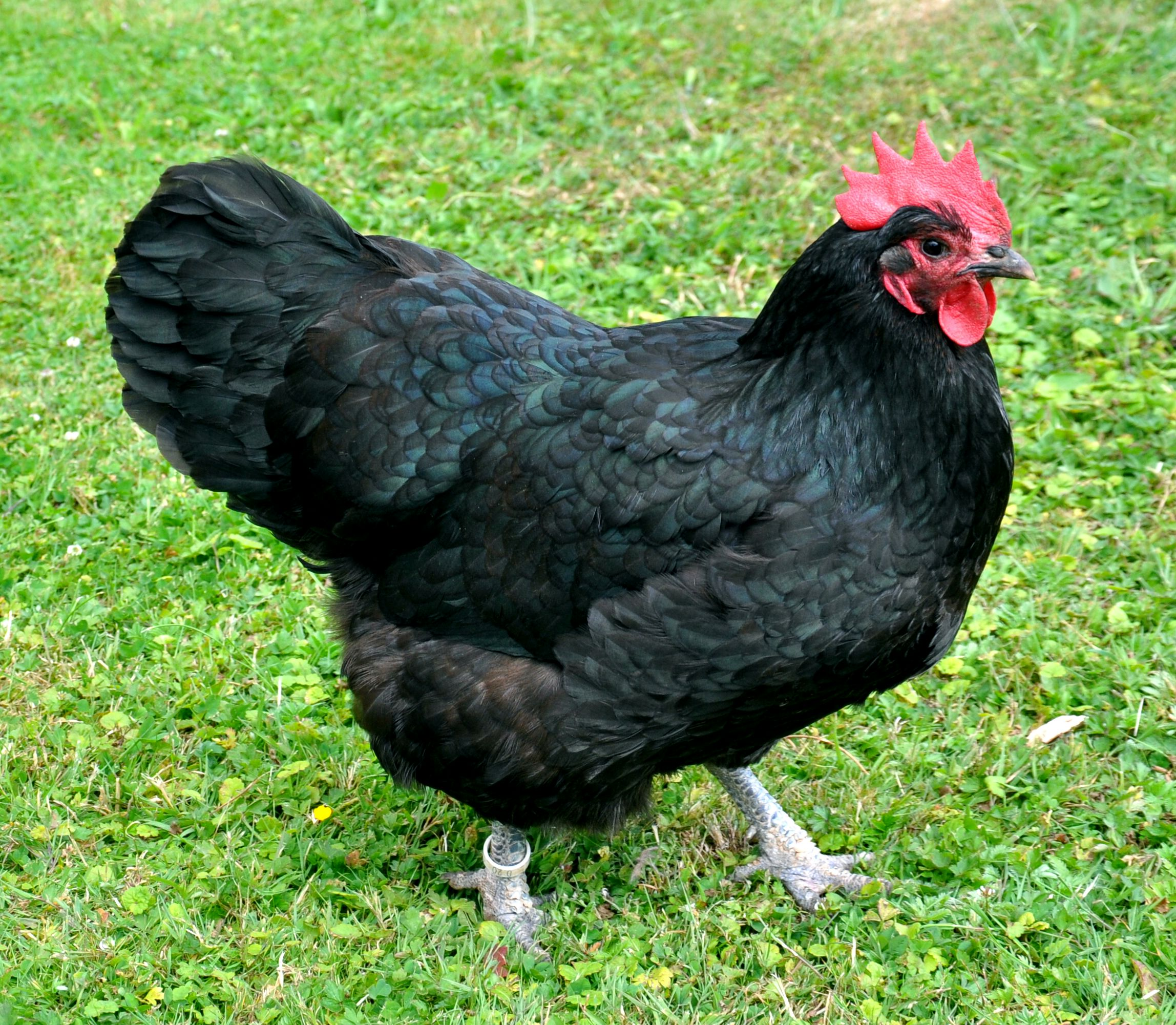
Poule Australorp noir grande race.

- Variétés de plumage : noire, blanche, bleu andalou

Grande race :
- Masse idéale : Coq :  3 à 4 kg ; Poule :  2,5 à 3 kg
- Œufs à couver : 55 g, coquille brun clair
- Diamètre des bagues : Coq : 22 mm ; Poule : 20 mm

Naine:
- Masse idéale : Coq :  1300 g ;  Poule :  1000 g
- Œufs à couver : 40 g, coquille brun clair

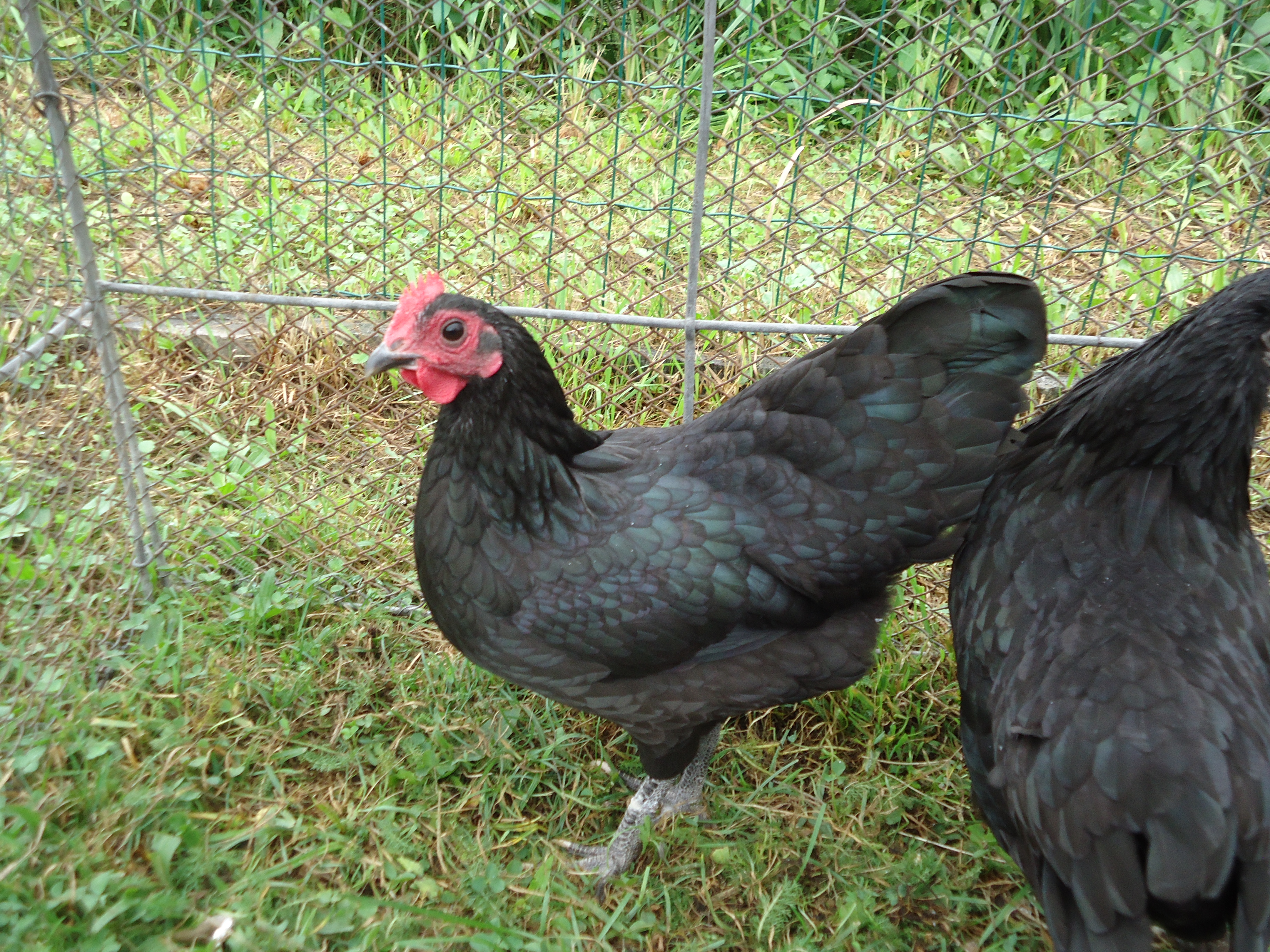
Diamètre des bagues : Coq : 15 mm ; Poule : 13 mm  - Poule Australorp naine noir.
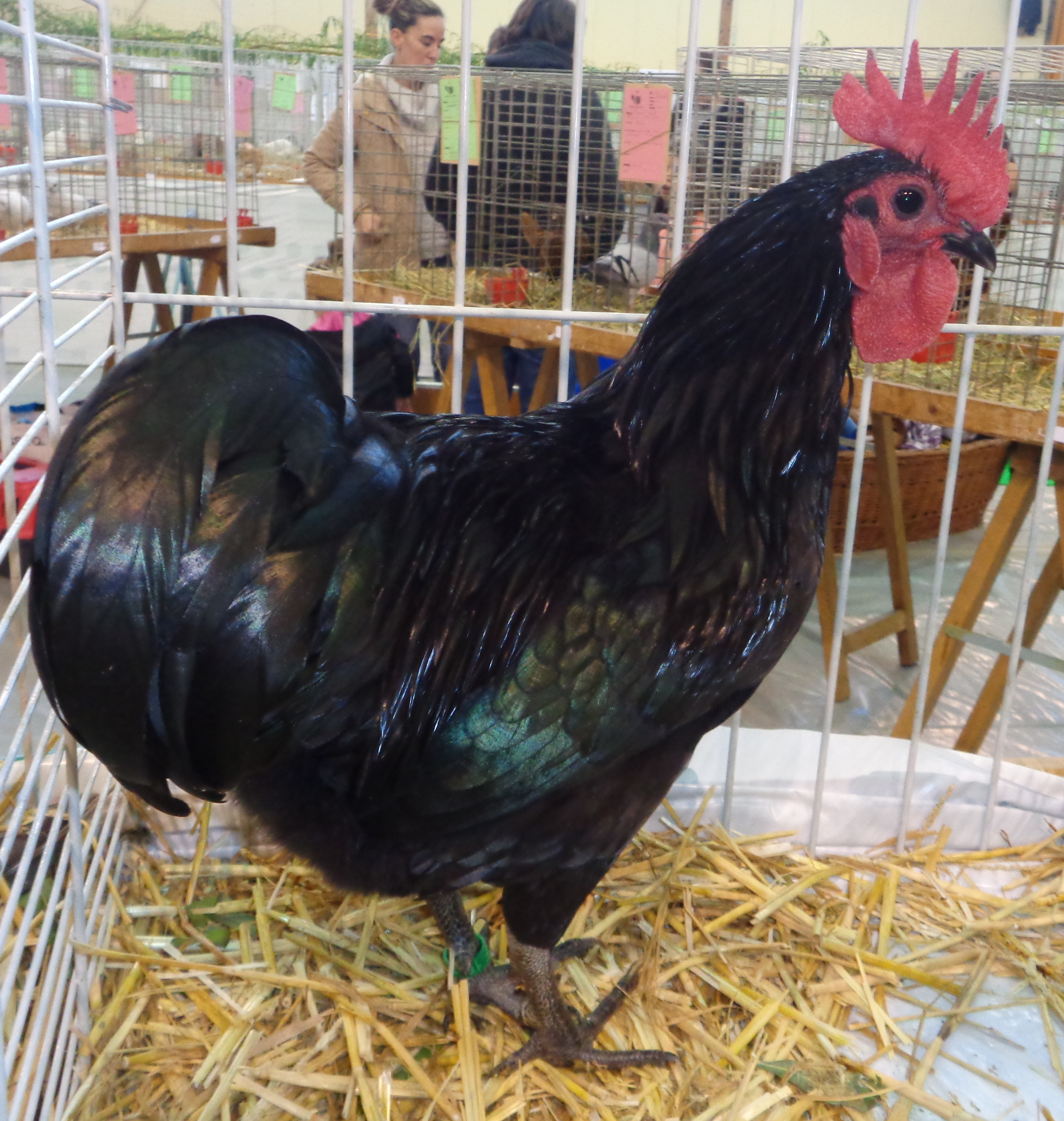
Coq Australorp nain noir.
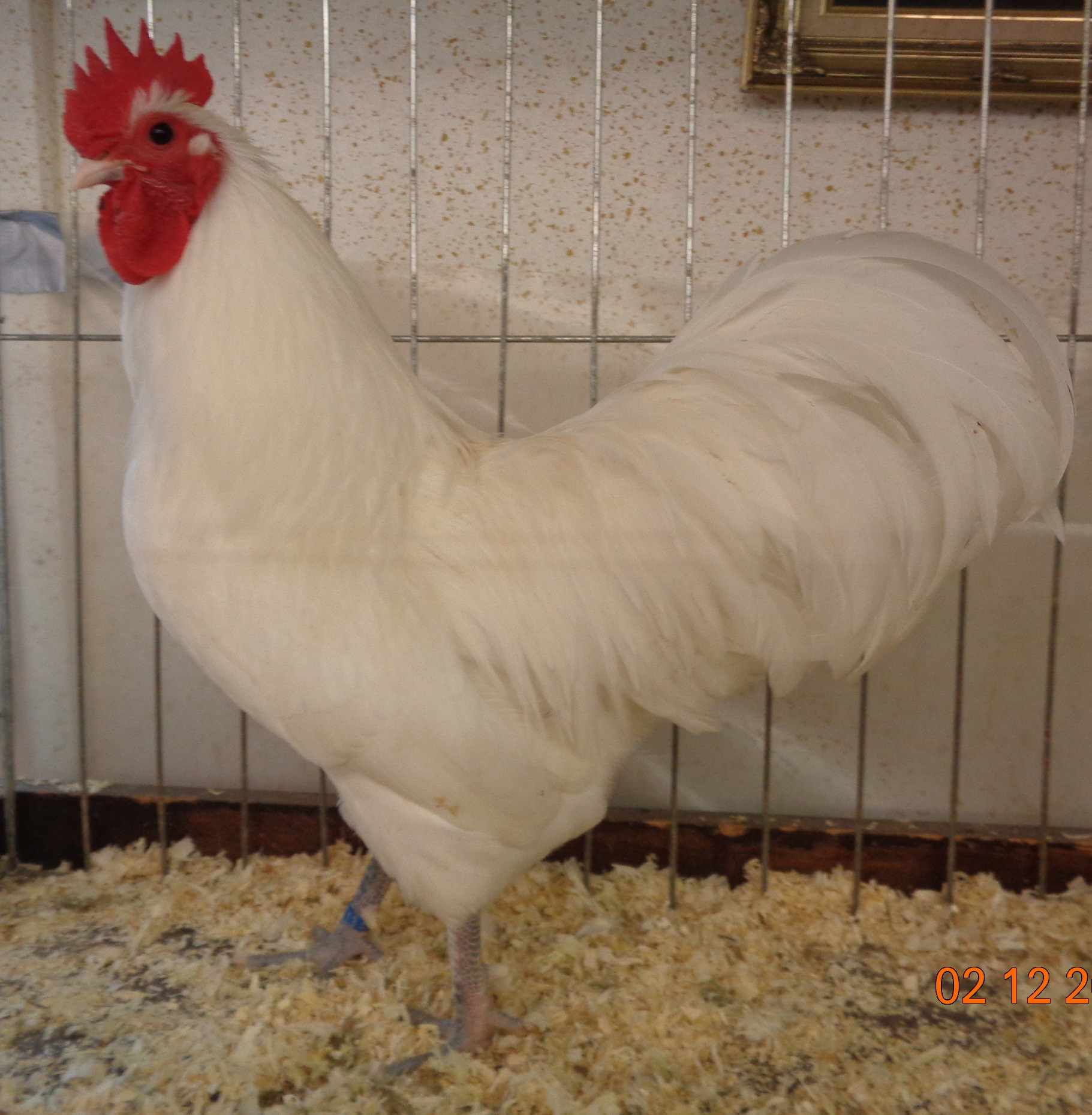
Coq Australorp nain blanc.
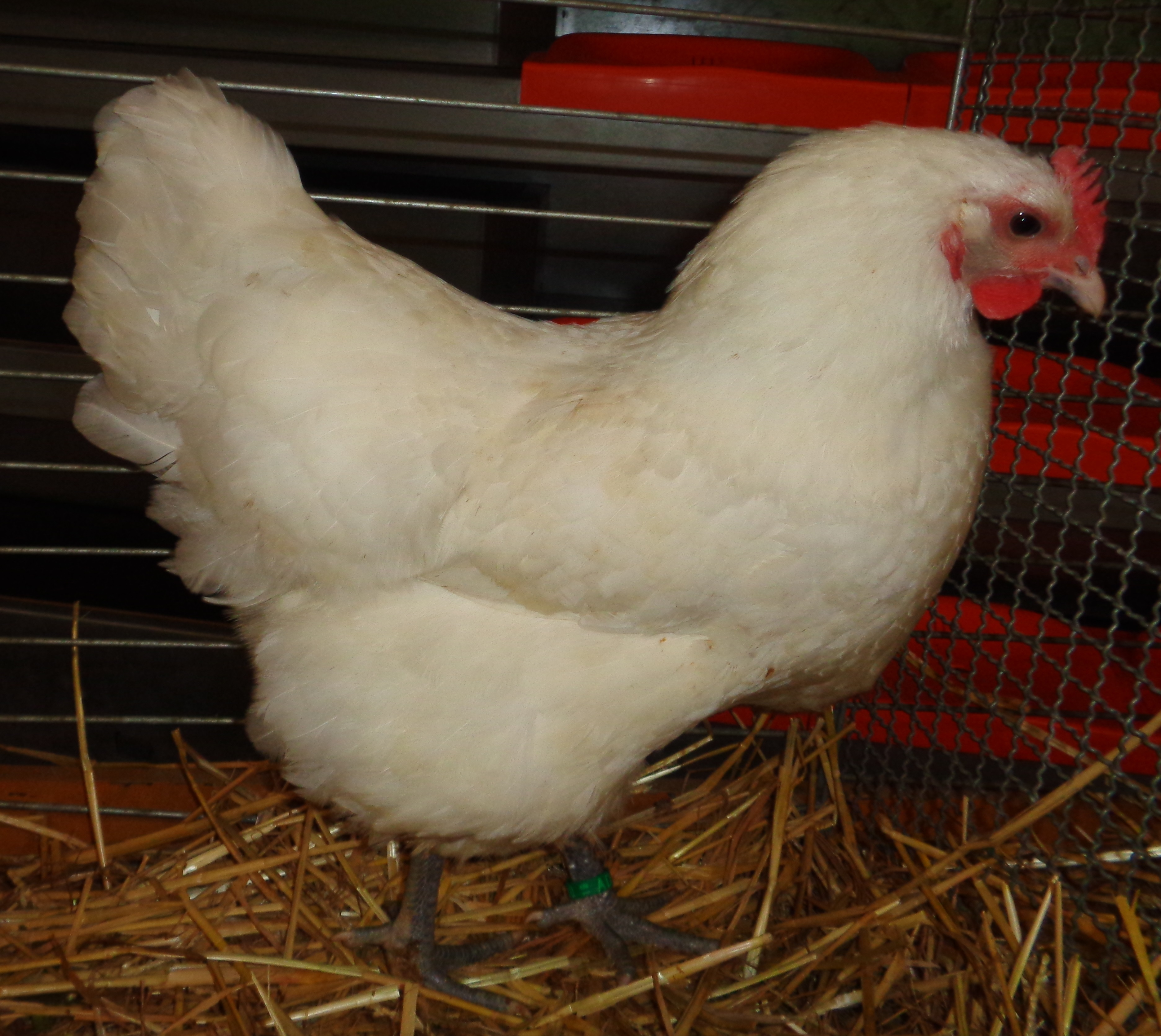
Poule Australorp blanc grande race.
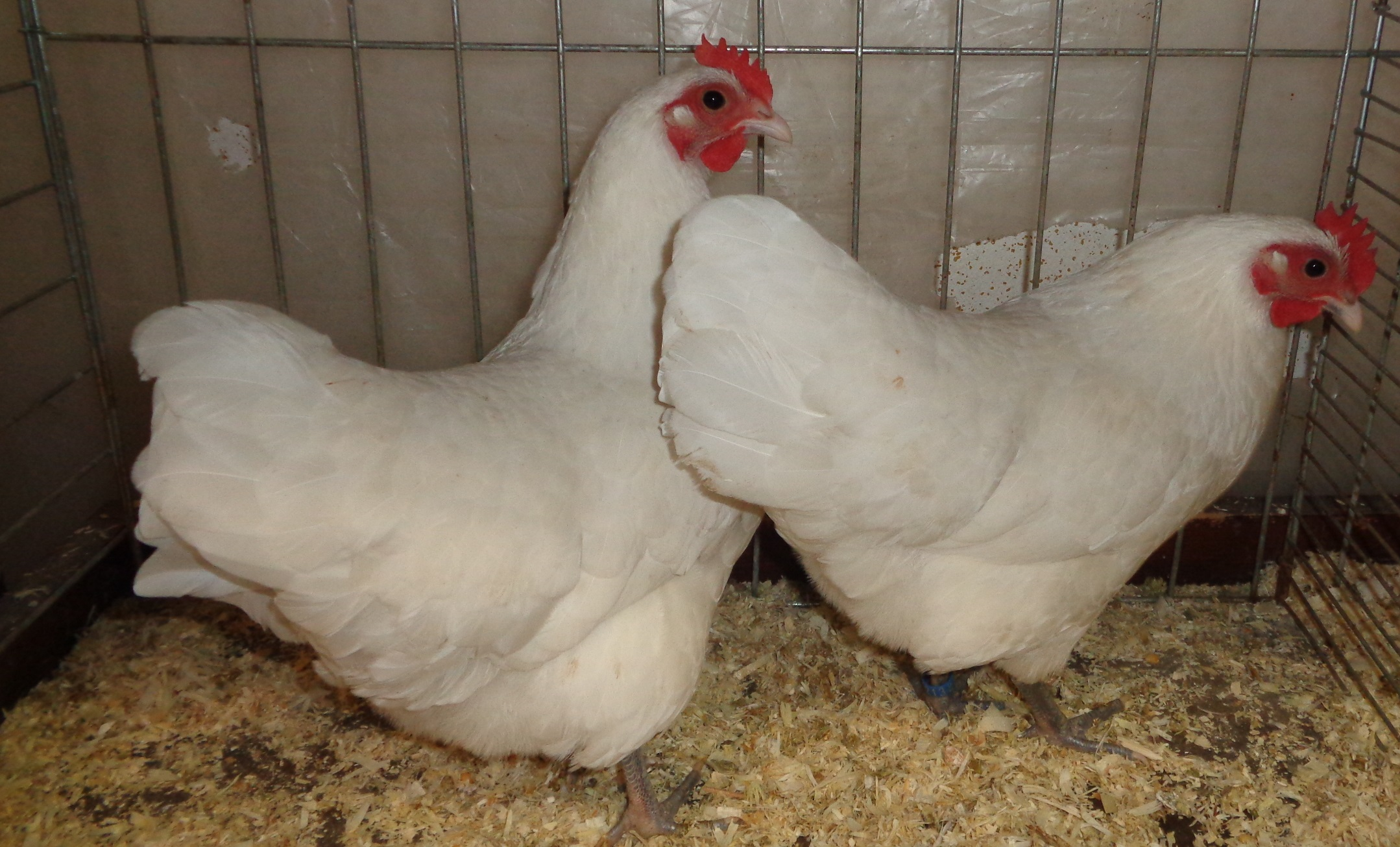
Poules Australorp naines blanc.
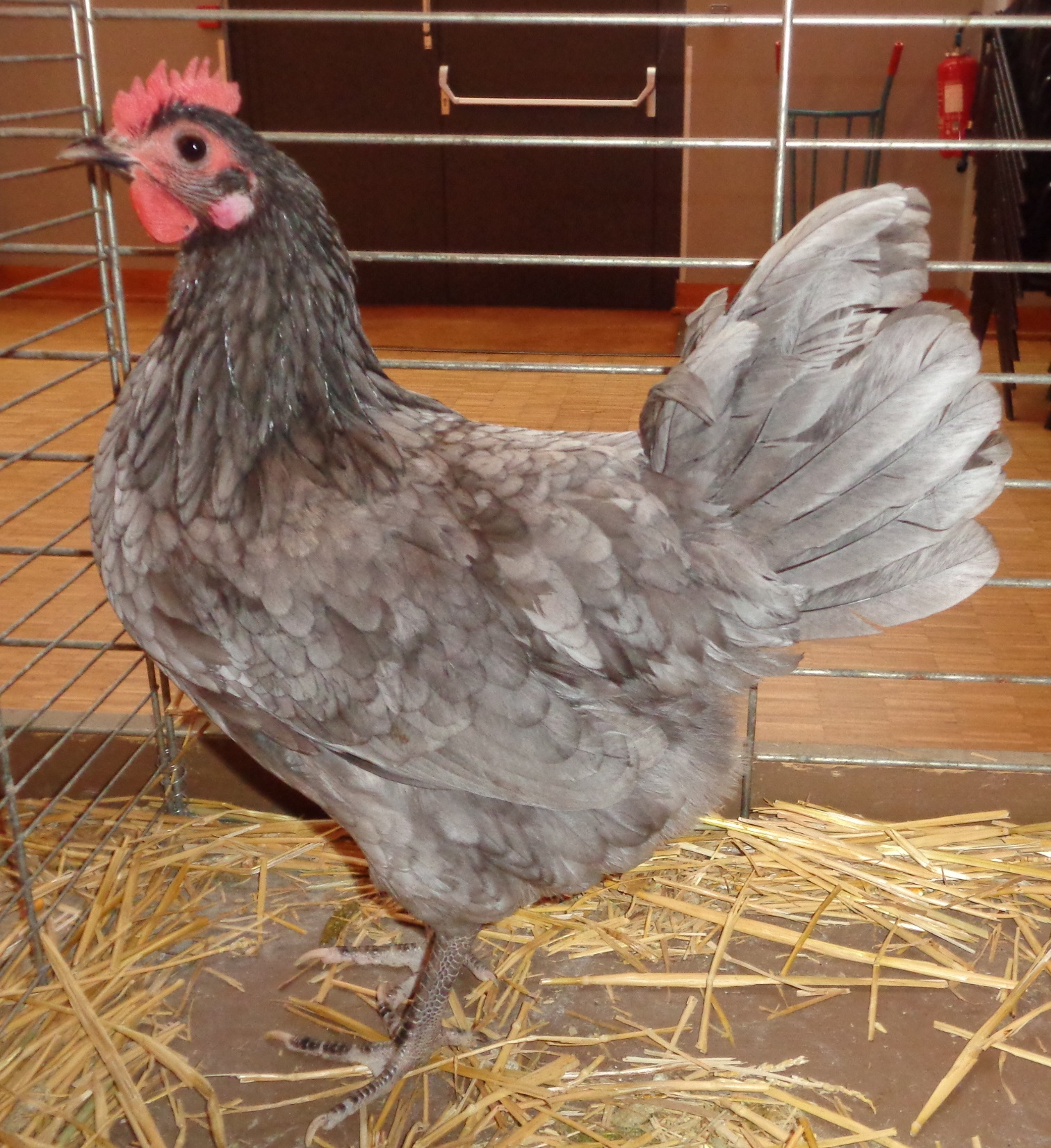
Poule Australorp naine bleu.
  - Coq Australorp nain noir.
  - Coq Australorp nain blanc.
  - Poule Australorp blanc grande race.
  - Poules Australorp naines blanc.
  - Poule Australorp naine bleu.

## Sources
- Le Standard officiel des volailles (Poules, oies, dindons, canards et pintades), édité par la Société centrale d'aviculture de France.